# Parohia Bossier, Louisiana
Parohia Bossier (în engleză Bossier Parish) este un comitat din statul Louisiana, Q7503629, Q7503628, Statele Unite ale Americii.

## Demografie
|  | Graficele sunt indisponibile din cauza unor probleme tehnice. Mai multe informații se găsesc la Phabricator și la wiki-ul MediaWiki. |

Date: Wikidata - grafică realizată de Wikipedia
Format:Parohia Bossier, Louisiana